# Мідвілл (Міссісіпі)
Мідвілл (англ. Meadville) — місто (англ. town) в США, в окрузі Франклін штату Міссісіпі. Населення — 448 осіб (2020).

## Географія
Мідвілл розташований за координатами 31°28′20″ пн. ш. 90°53′35″ зх. д. / 31.47222° пн. ш. 90.89306° зх. д. (31.472117, -90.892943).  За даними Бюро перепису населення США в 2010 році місто мало площу 2,86 км², уся площа — суходіл.

## Демографія
Згідно з переписом 2010 року, у місті мешкало 449 осіб у 176 домогосподарствах у складі 121 родини. Густота населення становила 157 осіб/км².  Було 207 помешкань (72/км²).
Расовий склад населення:
| - 79,5 % — білих - 19,6 % — чорних або афроамериканців - 0,7 % — корінних американців |

До двох чи більше рас належало 0,2 %. Частка іспаномовних становила 0,7 % від усіх жителів.
За віковим діапазоном населення розподілялося таким чином: 14,5 % — особи молодші 18 років, 52,3 % — особи у віці 18—64 років, 33,2 % — особи у віці 65 років та старші. Медіана віку мешканця становила 54,1 року. На 100 осіб жіночої статі у місті припадало 76,8 чоловіків;  на 100 жінок у віці від 18 років та старших — 76,1 чоловіків також старших 18 років.
Середній дохід на одне домашнє господарство  становив 57 234 долари США (медіана — 43 906), а середній дохід на одну сім'ю — 72 165 доларів (медіана — 60 313). За межею бідності перебувало 22,5 % осіб, у тому числі 35,3 % дітей у віці до 18 років та 26,1 % осіб у віці 65 років та старших.
Цивільне працевлаштоване населення становило 161 осіб. Основні галузі зайнятості: освіта, охорона здоров'я та соціальна допомога — 32,9 %, роздрібна торгівля — 12,4 %, публічна адміністрація — 11,2 %, інформація — 11,2 %.